# Kirchtimke
Kirchtimke is een gemeente in de Duitse deelstaat Nedersaksen. De gemeente maakt deel uit van de Samtgemeinde Tarmstedt in de Landkreis Rotenburg (Wümme).
Kirchtimke telt 934 inwoners. Tot de gemeente behoort ook het dorpje Ostertimke.
Door het dorp rijdt een streekbus Bremen - Zeven v.v..
Zie ook onder: Samtgemeinde Tarmstedt.

## Geschiedenis
De naam Kirchtimke is waarschijnlijk afgeleid van kerk bij een modderige, regelmatig overstromende, beek (tin-beke). Het dorp werd als Tymbeke voor het eerst vermeld in een document uit het jaar 1148. Vanaf de 12e eeuw stond er een kerkgebouw. De huidige, evangelisch-lutherse, Sint-Lambertuskerk  dateert uit 1739. De kerktoren is van 1884.
Kirchtimke en Ostertimke zijn oude boerendorpen. De agrarische sector is steeds de belangrijkste bron van bestaan in de gemeente gebleven. Sedert 1970 hebben zich hier ook woonforensen met een werkkring in omliggende grotere steden gevestigd.
- Gemeinsame Normdatei: 16060098-4
- Virtual International Authority File: 130913506

Ahausen · 
Alfstedt · 
Anderlingen · 
Basdahl · 
Bötersen · 
Bothel · 
Breddorf · 
Bremervörde · 
Brockel · 
Bülstedt · 
Deinstedt · 
Ebersdorf · 
Elsdorf · 
Farven · 
Fintel · 
Gnarrenburg · 
Groß Meckelsen · 
Gyhum · 
Hamersen · 
Hassendorf · 
Heeslingen · 
Hellwege · 
Helvesiek · 
Hemsbünde · 
Hemslingen · 
Hepstedt · 
Hipstedt · 
Horstedt · 
Kalbe · 
Kirchtimke · 
Kirchwalsede · 
Klein Meckelsen · 
Lauenbrück · 
Lengenbostel · 
Oerel · 
Ostereistedt · 
Reeßum · 
Rhade · 
Rotenburg · 
Sandbostel · 
Scheeßel · 
Seedorf · 
Selsingen · 
Sittensen · 
Sottrum · 
Stemmen · 
Tarmstedt · 
Tiste · 
Vahlde · 
Vierden · 
Visselhövede · 
Vorwerk · 
Westertimke · 
Westerwalsede · 
Wilstedt · 
Wohnste · 
Zeven